# Christian Noiret
Christian Noiret (Elsene, 24 december 1959) is een Belgisch politicus van Ecolo.

## Levensloop
Christian Noiret werd onderwijzer in een instituut voor kinderen in moeilijkheden, coördinator van de Oxfam-winkels in de regio rond Luik, ontwikkelingsagent van verschillende economische projecten in Wallonië en gerant van een informaticabedrijf. Ook was hij van 1997 tot 2005 voorzitter van een adviserend agentschap in sociale economie
In de jaren '90 trad hij toe tot de rangen van de partij Ecolo en van 1998 tot 2001 was hij politiek secretaris van de partijafdeling van Hoei-Borgworm, wat hij opnieuw was van 2007 tot 2009.
Van 2000 tot 2009 was hij gemeenteraadslid van Saint-Georges-sur-Meuse. In 2009 nam hij ontslag nadat hij voor het arrondissement Hoei-Borgworm verkozen werd in het Waals Parlement en het Parlement van de Franse Gemeenschap en bleef dit tot in 2014. 
In 2013 werd hij samen met Monika Dethier-Neumann verkozen tot ondervoorzitter van de Ecolo-afdeling van de provincie Luik. In 2014 stond hij op de derde plaats op de Ecolo-lijst voor het Europees Parlement. Noiret werd echter niet verkozen.
Na zijn politieke loopbaan werd hij zaakvoerder van een bibliotheek. 